# Pericampylus glaucus
Pericampylus glaucus là một loài thực vật có hoa trong họ Biển bức cát. Loài này được (Lam.) Merr. mô tả khoa học đầu tiên năm 1917.